# Josh Green (basketballer)
Josh Green (Sydney, 16 november 2000) is een Australisch basketballer die speelt als shooting guard voor de Charlotte Hornets.

## Carrière
Green speelde collegebasketbal voor de Arizona Wildcats voordat hij zich in 2020 kandidaat stelde voor de NBA Draft 2020. Hij werd als 18e gekozen in de eerste ronde door de Dallas Mavericks. waar hij kort nadien ook een contract tekende. Hij maakte zijn debuut in de NBA op 23 december in een wedstrijd van de Mavericks tegen de Phoenix Suns. In zijn debuutseizoen werd Green uitgeleend aan de Salt Lake City Stars in de NBA G League. De daaropvolgende seizoenen kreeg Green steeds meer speelgelegenheid bij de Mavericks. Op het einde van het seizoen 2021/22 kon Green zich met de Mavericks opnieuw kwalificeren voor de NBA Playoffs. Na winst tegen de Utah Jazz en de Phoenix Suns verloren de Mavericks in de finale van de Western Conference van de Golden State Warriors. 
In 2021 maakte Green deel uit van de Australische selectie tijdens de Olympische Zomerspelen in Tokio die de bronzen medaille behaalde. Op 23 oktober 2023 tekende Green een nieuw 3-jaars-contract voor de Dallas Mavericks. Met Dallas bereikte Green de NBA-finale van het seizoen 2023/24. In deze finale werd er met 4-1 verloren van de Boston Celtics. In deze 5 finalewedstrijden was Green goed voor een gemiddelde van 19,4 speelminuten en 5,4 punten en 2,8 rebounds per wedstrijd.
In 2024 werd hij geruild naar de Charlotte Hornets in een ruil waarbij ook de Philadelphia 76ers, Golden State Warriors, Denver Nuggets en Minnesota Timberwolves betrokken waren. Onder anderen Reggie Jackson, Klay Thompson, Kyle Anderson, Buddy Hield en meerdere toekomstige draftpicks waren betrokken in deze transactie met 6 betrokken teams.

## Erelijst
- Olympische Spelen: 2020

## Statistieken

### Regulier seizoen
| Seizoen  | Team             | WG  | WS | MPW  | 2P%  | 3P%  | FW%  | RPW | APW | SPW | BPW | PPW |
| -------- | ---------------- | --- | -- | ---- | ---- | ---- | ---- | --- | --- | --- | --- | --- |
| 2020/21  | Dallas Mavericks | 39  | 5  | 11,4 | 45,2 | 16,0 | 56,5 | 2,0 | 0,7 | 0,4 | 0,1 | 2,6 |
| 2021/22  | Dallas Mavericks | 67  | 3  | 15,5 | 50,8 | 35,9 | 68,9 | 2,4 | 1,2 | 0,7 | 0,2 | 4,8 |
| 2022/23  | Dallas Mavericks | 60  | 21 | 25,7 | 53,7 | 40,2 | 72,3 | 3,0 | 1,7 | 0,7 | 0,1 | 9,1 |
| 2023/24  | Dallas Mavericks | 57  | 33 | 26,4 | 47,9 | 38,5 | 68,4 | 3,2 | 2,3 | 0,8 | 0,2 | 8,2 |
| Carrière | Carrière         | 223 | 62 | 20,3 | 50,3 | 37,5 | 68,9 | 2,7 | 1,5 | 0,7 | 0,1 | 6,4 |

### Play-offs
| Seizoen  | Team             | WG | WS | MPW  | 2P%  | 3P%  | FW%  | RPW | APW | SPW | BPW | PPW |
| -------- | ---------------- | -- | -- | ---- | ---- | ---- | ---- | --- | --- | --- | --- | --- |
| 2020/21  | Dallas Mavericks | 1  | 0  | 4,0  | —    | —    | —    | 0,0 | 0,0 | 0,0 | 0,0 | 0,0 |
| 2021/22  | Dallas Mavericks | 16 | 0  | 7,6  | 28,6 | 22,7 | 25,0 | 0,8 | 0,4 | 0,3 | 0   | 1,4 |
| 2023/24  | Dallas Mavericks | 22 | 0  | 18,1 | 42,4 | 39,0 | 73,7 | 2,5 | 1,0 | 0,8 | 0,1 | 5,0 |
| Carrière | Carrière         | 39 | 0  | 13,4 | 38,9 | 34,6 | 59,3 | 1,7 | 0,8 | 0,6 | 0,1 | 3,4 |